# CDオンダ
CDオンダ（Club Deportivo Onda）は、スペイン・バレンシア州・オンダに本拠地を置くサッカークラブチーム。2010-11シーズンはバレンシア州リーグに所属している。

## タイトル

### 国内タイトル
なし

### 国際タイトル
なし

## 過去の成績
- 2001-2002　セグンダ・ディビシオンB　19位  降格
- 2002-2003　テルセーラ・ディビシオン　3位
- 2003-2004　テルセーラ・ディビシオン　5位
- 2004-2005　テルセーラ・ディビシオン　7位
- 2005-2006　テルセーラ・ディビシオン　8位
- 2006-2007　テルセーラ・ディビシオン　8位
- 2007-2008　テルセーラ・ディビシオン　9位
- 2008-2009　テルセーラ・ディビシオン　10位
- 2009-2010　テルセーラ・ディビシオン　19位  降格
- 2010-2011　バレンシア州リーグ

- セグンダ・ディビシオンB　1シーズン
- テルセーラ・ディビシオン　32シーズン

## 歴代監督
- パキート 2001-2002

## 歴代所属選手

### DF
- ハビ・ベンタ 1999-2000
- オリオル・ロサーノ 2001-2002
- アレックス・ガルベス 2008-2009

### MF
- エンリケ・サウラ 1988-1992
- ハビエル・カジェハ 1999

### FW
- フランシスコ・サンダサ 2005-2006